# Boldklubben 1903
Boldklubben 1903 of B 1903 is een voormalige Deense voetbalclub uit de hoofdstad Kopenhagen.
De club werd op 2 juni 1903 opgericht en werd zeven keer landskampioen. Het beste internationale resultaat werd in het laatste bestaansjaar behaald. In seizoen 1991/92 werd de kwartfinale van de UEFA Cup bereikt nadat de club Aberdeen FC, Bayern München (het won thuis met 6-2!) en Trabzonspor uitschakelde. In 1992 fuseerde de club met Kjøbenhavns Boldklub (KB) en vormde zo FC Kopenhagen (FCK) die de licentie van B1903 overnam en meteen kampioen werd.
B1903 speelde tot de fusie 55 seizoenen op het hoogste niveau en drie op het tweede niveau in de Deense competitie.
Het derde elftal van FC Kopenhagen speelt onder de naam B 1903. Het speelt de thuiswedstrijden in het Gentofte stadion in Gentofte, waarvan ook Hellerup IK en de Americanfootballclub Copenhagen Towers gebruikmaken.

## Erelijst
- Landskampioen

1920, 1924, 1926, 1938, 1969, 1970, 1976
- Beker van Denemarken

1979, 1986
- Tweede klasse

1958, 1968, 1984

## B 1903 in Europa
Uitslagen vanuit gezichtspunt Boldklubben 1903
| Seizoen                                                     | Competitie           | Ronde | Land                                          | Club                    | Totaalscore | 1e W    | 2e W       | PUC  |
| ----------------------------------------------------------- | -------------------- | ----- | --------------------------------------------- | ----------------------- | ----------- | ------- | ---------- | ---- |
| 1965/66                                                     | Jaarbeursstedenbeker | 2R    | Vlag van Schotland                            | Dunfermline Athletic FC | 2-9         | 0-5 (U) | 2-4 (T)    | 0.0  |
| 1970/71                                                     | Europacup I          | 1R    | Vlag van Tsjechië                             | Slovan Bratislava       | 3-4         | 1-2 (U) | 2-2 (T)    | 1.0  |
| 1971/72                                                     | Europacup I          | 1R    | Vlag van Schotland                            | Celtic FC               | 2-4         | 2-1 (T) | 0-3 (U)    | 2.0  |
| 1973/74                                                     | UEFA Cup             | 1R    | Vlag van Zweden                               | AIK Fotboll             | 3-2         | 2-1 (T) | 1-1 (U)    | 3.0  |
|                                                             |                      | 2R    | Vlag van Sovjet-Unie                          | FC Dynamo Kiev          | 1-3         | 0-1 (U) | 1-2 (T)    | 3.0  |
| 1975/76                                                     | UEFA Cup             | 1R    | Vlag van Duitsland                            | 1. FC Köln              | 2-5         | 0-2 (U) | 2-3 nv (T) | 0.0  |
| 1977/78                                                     | Europacup I          | 1R    | Vlag van Turkije                              | Trabzonspor             | 2-1         | 0-1 (U) | 2-0 (T)    | 2.0  |
|                                                             |                      | 1/8   | Vlag van Portugal                             | SL Benfica              | 0-2         | 0-1 (U) | 0-1 (T)    | 2.0  |
| 1978/79                                                     | UEFA Cup             | 1R    | Vlag van Finland                              | KuPS Kuopio             | 5-6         | 1-2 (U) | 4-4 (T)    | 1.0  |
| 1979/80                                                     | Europacup II         | Q     | Vlag van Cyprus                               | APOEL Nicosia           | 7-0         | 6-0 (T) | 1-0 (U)    | 5.0  |
|                                                             |                      | 1R    | Vlag van Spanje (21 jan. 1977 - 18 dec. 1981) | Valencia CF             | 2-6         | 2-2 (T) | 0-4 (U)    | 5.0  |
| 1983/84                                                     | UEFA Cup             | 1R    | Vlag van Tsjechië                             | Baník OKD Ostrava       | 1-6         | 0-5 (U) | 1-1 (T)    | 1.0  |
| 1986/87                                                     | Europacup II         | 1R    | Vlag van Bulgarije (1971-1990)                | Vitosha Sofia           | 1-2         | 1-0 (T) | 0-2 (U)    | 2.0  |
| 1991/92                                                     | UEFA Cup             | 1R    | Vlag van Schotland                            | Aberdeen FC             | 3-0         | 1-0 (U) | 2-0 (T)    | 10.0 |
|                                                             |                      | 2R    | Vlag van Duitsland                            | FC Bayern München       | 6-3         | 6-2 (T) | 0-1 (U)    | 10.0 |
|                                                             |                      | 3R    | Vlag van Turkije                              | Trabzonspor             | 2-1         | 1-0 (T) | 1-1 (U)    | 10.0 |
|                                                             |                      | 1/4   | Vlag van Italië                               | Torino Calcio           | 0-3         | 0-2 (T) | 0-1 (U)    | 10.0 |
| Totaal aantal behaalde punten voor UEFA coëfficiënten: 27.0 |                      |       |                                               |                         |             |         |            |      |

## Bekende (oud-)spelers
- Knud Andersen
- Poul Erik Andreasen
- Birger Jensen
- Jakob Friis-Hansen
- Harry Hansen
- Henry Hansen
- Benny Johansen
- Allan Michaelsen